# Famille Corti
Pour les articles homonymes, voir Curti et Carlo Curti.
 (juillet 2024).
Si vous disposez d'ouvrages ou d'articles de référence ou si vous connaissez des sites web de qualité traitant du thème abordé ici, merci de compléter l'article en donnant les références utiles à sa vérifiabilité et en les liant à la section « Notes et références ».

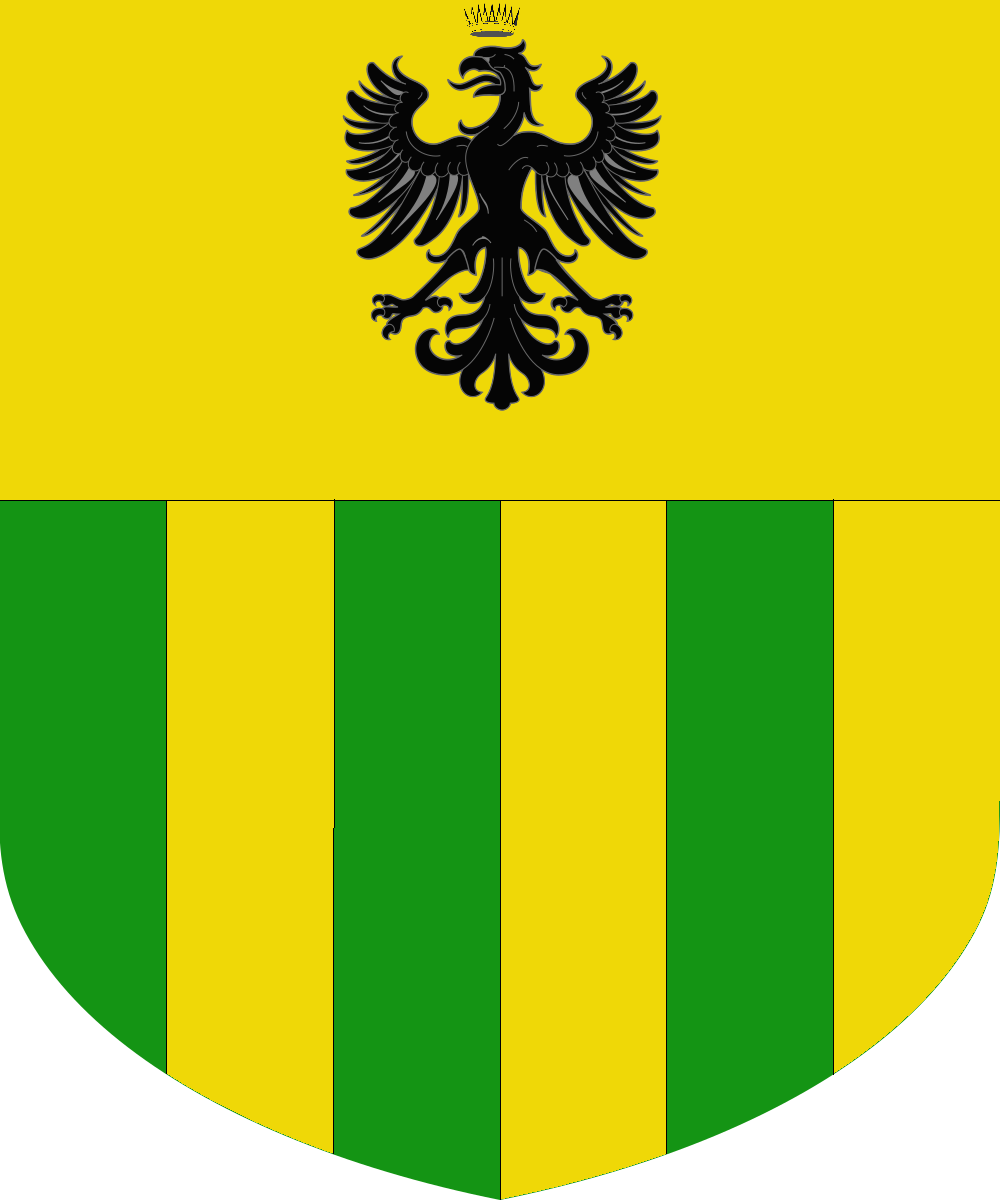
armes des Corti (Venise)

La  famille Curti (ou (de) Corti) est une famille patricienne de Venise, originaire de Milan où elle jouissait du titre de baron. En 1688, elle a obtenu son agrégation à la noblesse vénitienne par le paiement de la taxe de 100 000 ducats.

## Armes
Les armes des Curti sont coupées : au premier, parti d'argent à un monstre à deux têtes d'azur et de gueules, avec une Tour maçonnée d'argent et surmontée d'une Aigle éployée de sable ; au second, barré de gueules et d'argent de six pièces. Le tout sous un chef d'empire.[réf. nécessaire]